# Pseudobiceros bedfordi
Ver plat tapis persan, Ver plat de Bedford
Espèce
Pseudobiceros bedfordi (en français : Ver plat tapis persan ou Ver plat de Bedford) est une espèce de vers plats polyclades marins du genre Pseudobiceros et de la famille des Pseudocerotidae.

## Description
Ce ver mesure jusqu'à 10 cm. Les motifs présents sur la face dorsale de ce ver plat ont une densité variable mais présentant toujours une symétrie bilatérale. Les motifs se composent d'une multitude de points dont la coloration varie du blanc cassé, au vert en passant par le jaune, de bandes aux formes irrégulières teintées de rose, de jaune ou d'orange avec un liseré noir. La couleur de fond est en général sombre dans les tons noirs à bruns. Les bords du corps semblent festonnés, sur la partie antérieure il y a deux plis pointant comme des oreilles, les taches oculaires sont disposées en U, et ce ver plat possède deux organes reproducteurs mâles.

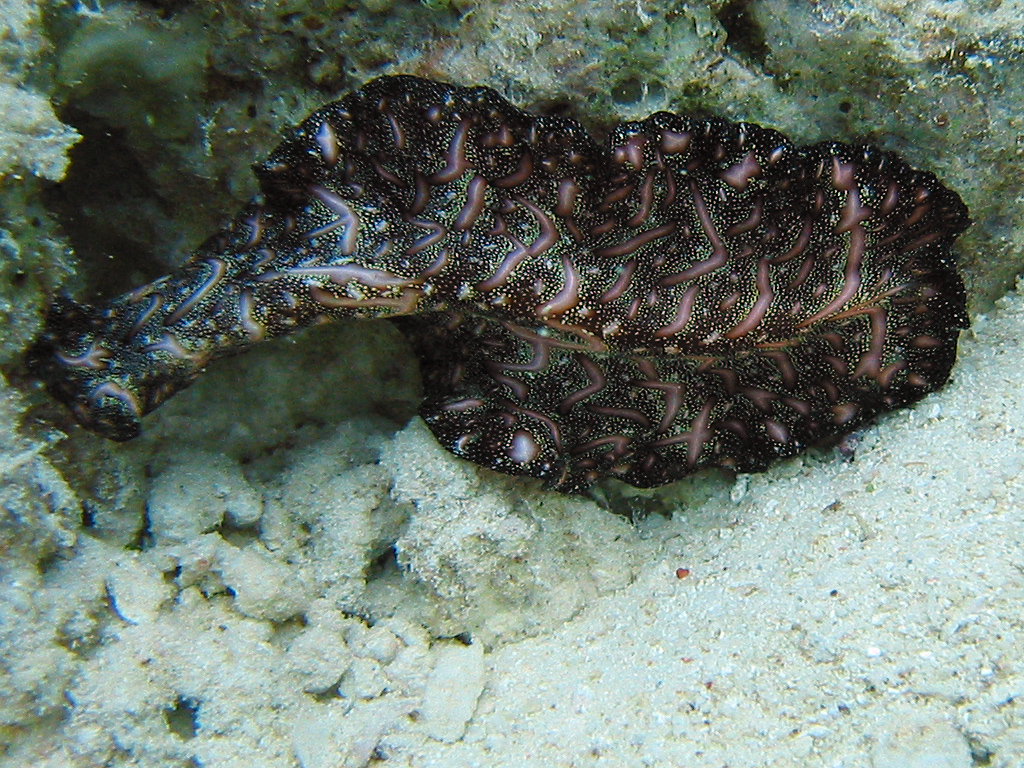
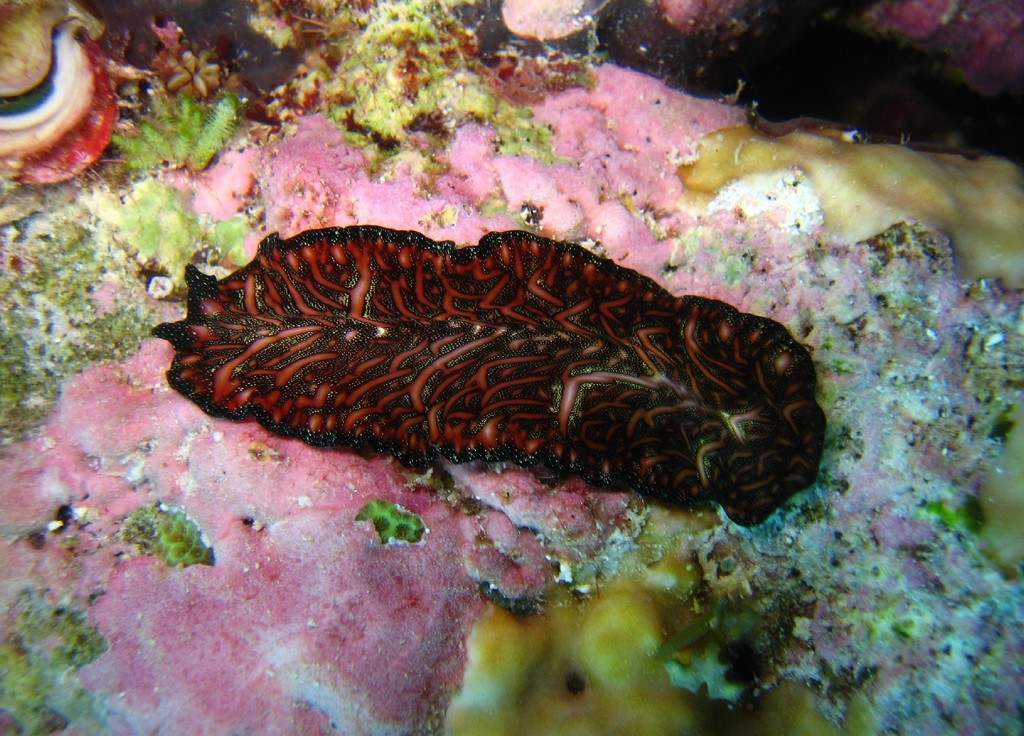
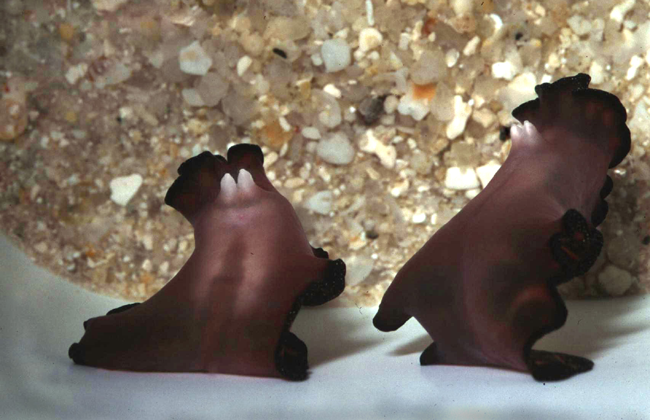
Accouplement

## Répartition et habitat
Cette espèce se rencontre dans la zone tropicale indo-pacifique, de l'Indonésie à la Micronésie.
Son habitat est la zone récifale sur les sommets ou sur les pentes.

## Écologie et comportement

### Éthologie
Ce ver benthique et diurne, se déplace à vue sans crainte d'être pris pour une proie.

### Alimentation
Le ver plat de Bedford se nourrit d'une multitude d'invertébrés comme les ascidies et des petits crustacés qu'il enveloppe entièrement avec son pharynx.

## Systématique
Le nom valide complet (avec auteur) de ce taxon est Pseudobiceros bedfordi (Laidlaw, 1903).
Pseudobiceros bedfordi a pour synonymes :
- Pseudobiceros micronesianus (Hyman, 1955)
- Pseudoceros bedfordi Laidlaw, 1903
- Pseudoceros micronesianus Hyman, 1955

Il est nommé ver plat tapis persan ou ver plat de Bedford en français.